# Кадет (класс гоночных яхт)
Каде́т — международный класс спортивных парусных яхт, также используемых как учебные.

## Конструкция

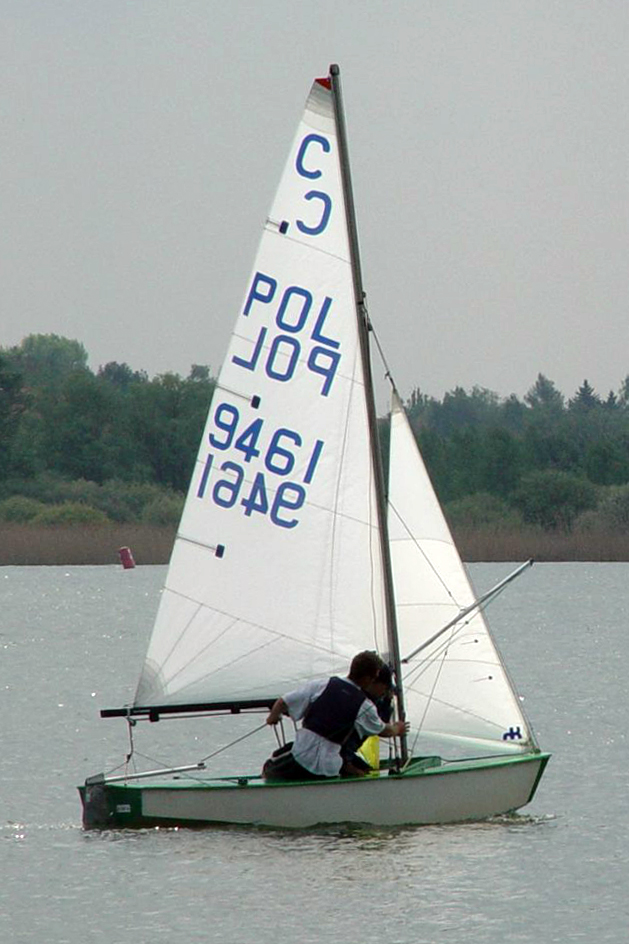

Яхта класса «Кадет» сделана из стеклопластика
Яхта класса «Кадет» представляет собой двухместный швертбот с парусным вооружением типа бермудский шлюп. В конструкцию входят отсеки непотопляемости, удерживающие яхту на воде в случае опрокидывания.
Класс «Кадет» относится к монотипам, то есть яхты этого класса должны строиться по одним и тем же чертежам при строгом соблюдении правил постройки и обмера, обеспечивающих идентичность формы корпуса, размеров парусов и весовых характеристик, влияющих на ходовые качества яхты.

## История класса
Конструкция двухместного швербота, простого в постройке и обладающего высокими мореходными качествами, была разработана английским конструктором Джеком Холтом в 1948 году. На основе этой конструкции яхтсмен Эдвард Хайлок создал класс «Кадет», предназначенный специально для занятий молодёжи парусным спортом. К стартам в этом классе допускалась только молодежь в возрасте до 17 лет.
В 1957 году Международный союз парусного спорта отнес яхту «Кадет» к международному классу, что способствовало её широкому распространению.
С 1957 года ежегодно проводилась доступная для всех стран неделя гонок, а в 1966 году эти гонки были преобразованы в чемпионаты мира по классу «Кадет».